# Seweryn Józef Rzewuski
Seweryn Józef Rzewuski lub Józef Seweryn Rzewuski herbu Krzywda (zm. 31 marca 1754 roku w Olesku) – wojewoda wołyński 1750–1754, referendarz wielki koronny 1738–1750, podczaszy wielki koronny 1726–1738, starosta chełmski, lubomelski w 1726 roku, rotmistrz pancernych.
Jego ojcem był Stanisław Mateusz Rzewuski, a bratem młodszym Wacław Piotr Rzewuski. Marszałek sejmiku przedsejmowego chełmskiego w 1720 roku. Był marszałkiem ziemi chełmskiej w konfederacji dzikowskiej 1734 roku.
W 1732 i w 1744 roku wybrany posłem chełmskim na sejm. Był posłem na sejm nadzwyczajny w 1733 roku i sejm 1738 roku z województwa podolskiego. Jako deputat podpisał pacta conventa Stanisława Leszczyńskiego w 1733 roku. Poseł ziemi chełmskiej na sejm nadzwyczajny pacyfikacyjny 1736 roku.
W 1736 odznaczony Orderem Orła Białego.
W 1739 roku wraz ze żoną Antoniną z Potockich ufundował konwent kapucynów w Olesku.
Nie miał dzieci. Fortuna po nim przypadła jego młodszemu bratu, Wacławowi.